# Ernest Titterton

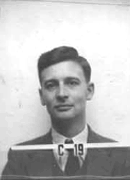
Ernest Titterton

Sir Ernest William Titterton (* 4. März 1916 in Tamworth; † 8. Februar 1990 in Canberra) war ein britisch-australischer Kernphysiker.
Titterton studierte ab 1934 Physik an der University of Birmingham mit dem Bachelor-Abschluss 1936 und dem Master-Abschluss in Physik 1938. Er war Schüler von Mark Oliphant und befasste sich im Zweiten Weltkrieg mit Radarforschung bei der britischen Admiralität. Daraus entstand seine als geheim eingestufte Dissertation, mit der er 1941 promoviert wurde. Danach war er Teil der britischen Mission im Manhattan Project, er leitete in Los Alamos die Sektion Elektronik. Beim Trinity-Test 1945 drückte er den Auslöseknopf für die Explosion der ersten Atombombe und war auch an den ersten Tests auf dem Bikini-Atoll beteiligt.
Anschließend befasste er sich mit Forschung an Nebelkammern und Kernemulsionen in der  Atomic Energy Research Establishment in Harwell. 1950 wurde er Professor für Kernphysik an der neu gegründeten Australian National University in Canberra. 1981 wurde er emeritiert.
Er war führend an den Tests britischer Atombomben in Australien beteiligt und war in Australien als Befürworter der Kernkraft bekannt. Als Kernphysiker verwendete er Kernemulsionen, um seltene Moden der Kernspaltung und den Photozerfall und die Spektroskopie leichter Kerne zu untersuchen.
1952 wurde er Fellow der Royal Society und der American Physical Society, 1954 auch der Australian Academy of Sciences. 1957 wurde er als Companion des Order of St Michael and St George ausgezeichnet und 1970 als Knight Bachelor geadelt.

## Veröffentlichungen (Auswahl)
- Uranium : energy source of the future?, Melbourne : Nelson in association with the Australian Institute of International Affairs, 1979, ISBN 0-17-005569-8
- Uranium and nuclear energy in Canada, Canberra : Australian National University Research School of Physical Sciences, Institute of Advanced Studies, 1979
- Pollution, environmental and health hazards of fossil fuels, Canberra, Austraila : Australian National University, 1978
- Facing the Atomic Future, etc., Macmillan & Co.: London, 1956